# Běloky
Běloky (en allemand : Bielok) est une commune du district de Kladno, dans la région de Bohême-Centrale, en Tchéquie. Sa population s'élevait à 184 habitants en 2020.

## Géographie
Běloky se trouve à 9 km à l'est de Kladno et à 17 km au nord-ouest du centre de Prague.
La commune est limitée par Lidice et Makotřasy au nord, par Středokluky à l'est, par Dobrovíz au sud et par Hostouň au sud et à l'ouest.

## Histoire
La première mention écrite du village date de 1257.